# Westliche Welt

Bipolare Staatenwelt in der Phase des Kalten Krieges mit der westlichen Welt (blau) und dem Ostblock (rot und orange)

Westliche Welt (auch Erste Welt; englisch western world, first world) ist in der Geopolitik und Entwicklungstheorie ein umstrittenes politisches Schlagwort, das Staaten mit einem weitgehend homogenen Kulturraum, hoher Industrialisierung und marktwirtschaftlichen Wirtschaftsstrukturen umfasst.

## Allgemeines
Historisch gewachsen ist die Einteilung der Welt in Morgenland und Abendland. Die Begriffe westliche Welt, (der) Westen, westliche Hochkultur oder auch Abendland (Okzident) können je nach Kontext verschiedene Bedeutungen haben. Der Begriff des „Westens“ bzw. des „Abendlandes“ entstand als Pendant zum „Morgenland“, das Martin Luther in seiner Bibelübersetzung zuerst gebrauchte, und wurde von Kaspar Hedio 1529 in die deutsche Sprache eingeführt.
Die politische Teilung der Welt nach dem Zweiten Weltkrieg hat zur Bildung von konfrontierenden und konkurrierenden Staatenbündnissen militärischer und wirtschaftlicher Art beigetragen, die zu den Sammelbegriffen Ostblock und in der OECD zusammengeschlossenen „westlichen“ Industriestaaten geführt hat. Die Staaten des Ostblocks verbündeten sich im Warschauer Pakt (militärisch) und im Rat für gegenseitige Wirtschaftshilfe (wirtschaftlich), sie waren oder sind Diktaturen, und ihr Wirtschaftssystem war oder ist auf Zentralverwaltungswirtschaft ausgerichtet. Von den westlichen Staaten der OECD gehörte ein Teil der NATO (militärisch) und der Europäischen Union (politisch-wirtschaftlich) an, ihre Demokratien wählten die Marktwirtschaft aus.

## Begriffsinhalt
Die Staaten der westlichen Welt haben gemeinsam, dass sie die Bürger- und Menschenrechte garantieren, nach Werten wie Freiheit, Rechtsstaatlichkeit, Gleichheit, Gewaltenteilung, Individualismus und Toleranz streben und die liberale Demokratie praktizieren.
Die Staaten, für die „Westliche Welt“ verwendet wird, befinden sich auf mehreren Kontinenten. Dazu zählen unter anderem die meisten Länder Europas, Nordamerikas, Australien und Neuseeland oder auch Israel und Japan. Sie alle sind Demokratien mit Marktwirtschaft und in internationalen Organisationen vertreten.

## Historische Einteilungen
Um zu definieren, was typisch für die westliche Gesellschaft und Kultur ist, muss man den Kontext verstehen. Die Definitionen von Westen unterscheiden sich je nach Zeit und Kontext. Es ist nicht immer klar, welche Definition benutzt wird.

### Hellenisch
Die antiken Griechen übernahmen von den Alten Ägyptern die Unterscheidung in Ordnung und Chaos, machten dies jedoch nicht innerhalb von Reichsgrenzen fest, sondern anhand der Sprache als Gegensatz zwischen Sprecher des Griechischen und den Barbaren. Herodot unterschied die griechischen Poleis und ihre Kolonien von Kreta und besonders dem Alten Ägypten im Süden, den entfernt griechischen Stämmen der Thraker und Makedonen im Norden, unter anderem den Phöniziern im Osten sowie im Westen zahlreiche Völkerschaften, besonders Kelten, jedoch blieb er in seiner Schilderung der Völker im Westen vage. Der Konflikt an der Westgrenze des Perserreiches führte zu einer Frontstellung zwischen der Polis Athen und dem Achämenidenreich. Die Athener betrachteten die Perserkriege des frühen 5. Jahrhunderts v. Chr. nicht als Konflikt zwischen Ost und West, sondern als Konflikt zwischen Demokratie und Despotie.

### Römisches Reich
Der Mittelmeerraum wurde von den Römern vereint, aber es blieben Unterschiede zwischen der westlichen Hälfte des Reiches, in der hauptsächlich Latein gesprochen wurde, und der urbanisierten östlichen Hälfte, wo Griechisch die Lingua franca war. Im Jahre 286 teilte der römische Kaiser Diokletian das römische Reich in zwei Regionen auf, von denen jede von einem Augustus und einem Caesar (der Tetrarchie) verwaltet wurden. Die westliche Reichshälfte transformierte sich am Ende des 5. Jahrhunderts zu mehreren germanisch-romanisch Reichen, die die Grundlage für die weitere staatliche Entwicklung Westeuropas wurden. Das heute byzantinisch bezeichnete Kaisertum im Osten hielt sich bis zum Ende des Mittelalters.

### Christentum
Im 4. Jahrhundert war das Christentum zur Staatsreligion im Römischen Reich geworden. Im Westen überdauerte die kirchliche Organisation vielerorts den Verfall der staatlichen Organisation in der ausgehenden Spätantike und blieb über die Grenzen der frühmittelalterlichen germanischen Nachfolgestaaten hinweg bestehen. Die Führung dieser Westkirche fiel an den Papst (den Patriarchen von Rom), der sich mit der Kaiserkrönung des fränkischen Königs Karl des Großen endgültig der Kontrolle des Kaisers in Konstantinopel entzog. Die Führung der Ostkirche fiel faktisch an den Patriarchen von Konstantinopel, nachdem die anderen Patriarchate wegen der islamischen Expansion an Bedeutung verloren hatten. Beide Kirchen entwickelten sich im Mittelalter getrennt und missionierten den vorher nicht zum römischen Reich gehörenden Norden Europas, und zwar die Westkirche den Nordwesten und die Ostkirche den Nordosten Europas. 1054 kam es mit dem Großen Schisma zum offiziellen Bruch von West- und Ostkirche, und 1204 eroberten fränkische Kreuzritter Konstantinopel während des Vierten Kreuzzugs und vertieften dadurch diesen Gegensatz.

### Kalter Krieg
Während des Kalten Krieges wurde die Erde im Zuge der bipolaren Blockbildung in drei „Welten“ aufgeteilt. Die westliche Welt wurde bis auf wenige Ausnahmen zum Synonym für die kapitalistische „Erste Welt“. Ihr gehörten die NATO-Mitglieder und andere Verbündete der USA an. Zur „Zweiten Welt“, auch Ostblock genannt, gehörten die Länder des Warschauer Pakts unter dem Einfluss der Sowjetunion. Die Dritte Welt bestand aus den blockfreien Staaten, die die bipolare Dynamik des Ost-West-Konfliktes ablehnten und sich unter anderem für friedliche Koexistenz und Abrüstung aussprachen. Zu den Gründungsstaaten gehörten sowohl ehemalige afrikanische und asiatische Kolonien der westlichen Welt wie Ägypten, Indien und Indonesien, als auch europäische Staaten wie Zypern, Malta, sowie das antistalinistische Jugoslawien.
Es gab einige Staaten, die nicht in dieses Schema passten, darunter die Schweiz, Schweden und Irland, die sich für die Neutralität entschieden. Finnland stand unter dem Einfluss der UdSSR, blieb aber politisch neutral und war weder kommunistisch noch Mitglied des Warschauer Paktes oder des RGW. Als Österreich 1955 eine unabhängige Republik wurde, geschah dies unter der Bedingung, neutral zu bleiben, aber als ein Staat westlich des Eisernen Vorhangs stand es unter dem Einfluss der USA. Die Türkei war Mitglied der NATO, wurde aber nicht als Teil der Ersten oder westlichen Welt angesehen. Spanien trat erst 1982, kurz vor dem Ende des Kalten Krieges und nach dem Tod des autoritären Diktators Franco, der NATO bei.
Griechenland und Portugal waren wie die Türkei NATO-Mitglieder, wurden aber erst als Teil des Westens anerkannt, nachdem sie die Demokratie eingeführt und während der 1970er Jahre ihre Wirtschaft an die Standards der Ersten Welt angeglichen hatten. Australien und Neuseeland sowie später Israel wurden keine NATO-Mitglieder, aber wegen ihrer Demokratie, des hohen Lebensstandards und der europäischen Kultur Teile der Ersten Welt.

### Nach dem Kalten Krieg
Nach dem Ende des Kalten Krieges wurde der Begriff „Zweite Welt“ nicht mehr gebraucht und „Erste Welt“ bezog sich nun auf die demokratisch, finanziell und industriell entwickelten Länder, die zum größten Teil mit den USA verbündet waren. Als „Dritte Welt“ bezeichnete man nun die armen, nicht industrialisierten Entwicklungsländer. Der Begriff „westlich“ verlangt demnach also weniger eine geographische als eine kulturelle und ökonomische Definition.
- Afrikanische Historiker können von westlichen Einflüssen durch europäische Staaten, die im Norden liegen, und dem westlichen Staat Südafrika im äußersten Süden sprechen.
- Australien und Neuseeland sind englischsprachige, westliche Staaten, die südlich von Ostasien liegen.
- Internationale Firmen aus den USA können als fremde Einflüsse in Europa betrachtet werden, aber als westlich bezeichnet werden, wenn ihre Präsenz in Asien gesehen (und manchmal kritisiert) wird.
- Ökonomisch können die in Ostasien gelegenen Staaten Japan, Südkorea, Republik China (Taiwan) und Singapur sowie das Gebiet Hongkong als westlich oder Erste Welt angesehen werden, obwohl sie kulturell nicht-westlich bleiben.
- Die ehemaligen Ostblock- und blockfreien Staaten in Europa (Estland, Lettland, Litauen, Polen, Tschechien, Slowakei, Ungarn, Rumänien, Bulgarien, Slowenien und Kroatien) haben sich durch ihre kulturellen und geschichtlichen Wurzeln sowie durch ihre heutige Außenpolitik den westlichen Ländern durch Beitritte zur NATO und/oder der EU angeschlossen.

Heute unterscheiden sich die Menschen in ihren Definitionen der westlichen Welt und die verschiedenen Definitionen überlappen sich nur teilweise. Es gibt nicht-westliche Industrieländer, nicht alle westlichen Länder sind NATO-Mitglieder usw.

## Moderne Einteilungen
Eine weitere Klassifizierung, die mit der Westlichen Welt identisch ist, wird als „Erste Welt“ (englisch first world) bezeichnet. Hierzu gehören die global als „Norden“ bezeichneten Industriestaaten und OECD-Mitgliedstaaten. Sie schafft eine Rangfolge, denn sie teilt weiter ein in „Zweite Welt“, „Dritte Welt“ und „Vierte Welt“.
Der Ost-West-Konflikt war Kerninhalt des Kalten Krieges, einer nicht-militärischen dogmatischen Konfrontation von „Kapitalismus und Kommunismus“. Der Nord-Süd-Konflikt wiederum segregierte die Industriestaaten der Nordhalbkugel und Australien von den Entwicklungs- und Schwellenländern der Südhalbkugel. Eine gleiche geografische Einteilung ist der Globale Norden und Globale Süden; beide Klassifizierungen stammen von der Weltbank, ebenso wie die Einteilung in erste, zweite Welt usw.
Eine weitere Kategorie ist die „islamisch-arabische Welt“, mit der nicht politisch-wirtschaftliche, sondern religiöse Gemeinsamkeiten des Islam im Nahen und Mittleren Osten umschrieben werden. Es handelt sich um sehr heterogene Staaten, in denen der Islam inzwischen mehr als 73 Erscheinungsformen aufweist, „die einander nicht unbedingt anerkennen bzw. die zum Teil miteinander in Konflikt stehen“.
Mehr historische Bedeutung kommen der „Neuen Welt“ und ihrem Pendant „Alte Welt“ zu. Zur ersteren gehörten nach seiner Entdeckung Amerika, zur letzteren die übrigen Kontinente. Die ehemaligen Kronländer Österreich-Ungarns (Tschechien, Slowakei, Slowenien, Kroatien und Ungarn) werden ebenfalls zur westlichen Welt gezählt. Diese Staaten wurden sehr stark durch die mitteleuropäische Kultur geprägt. Dies spiegelt sich heute noch im alltäglichen Leben der Gesellschaft und Geschichte dieser Länder wider, obwohl Ungarn, Tschechien und die Slowakei von 1945 bis 1990 Teil des Ostblocks, sowie Slowenien und Kroatien Bestandteil von Jugoslawien und damit Teil der blockfreien Bewegung waren.
Eine besondere Konnotation aus chinesischer Sicht besaß die von Mao Zedong im Februar 1974 vorgestellte „Theorie der drei Welten“. Zur „ersten Welt“ gehörten die ehemaligen Supermächte USA und Sowjetunion, „Zweite Welt“ waren die übrigen Industrieländer in West und Ost, unter der „Dritten Welt“ wurden die Länder Asiens, Afrikas und Lateinamerikas unter Führung Chinas subsumiert.
Andere geopolitische Zusammenschlüsse wie G20 bilden Makroebenen, welche die „Erste Welt“ (G7) mit Angehörigen der anderen Welten inkorporieren. Die 38 Staaten in der OECD, zu denen 22 der 27 Mitgliedsstaaten der EU, Norwegen, Island, die Schweiz, das Vereinigte Königreich, Kanada, die Vereinigten Staaten, Mexiko, Australien, Neuseeland, die Türkei, Südkorea, Japan, Israel, Chile, Kolumbien und Costa Rica gehören, sind in etwa mit der „Ersten Welt“ identisch.
In seiner Kritik an der traditionellen Geopolitik hat John A. Agnew 1998 die Welt in die Weltteile „fortgeschritten“ oder „primitiv“ und „modern“ oder „rückständig“ aufgeteilt. Danach steht die europäisch-amerikanische Welt als „Erste Welt“ zuoberst und setzt die Maßstäbe und Standards, an denen sich der Rest zu orientieren hat und messen lassen muss. Mit seiner statischen Perspektive zementierte er die bisherigen geostrategischen Auffassungen.

## Wirtschaftliche Aspekte
Für Dieter Senghaas ist die Welt – trotz aller Globalisierungstendenzen – in vier Teilwelten mit unterschiedlichen Integrations- und Kompetenzniveaus gespalten:
| Klassifizierung    | Staat | Bruttonationaleinkommen pro Kopf jährlich in US-Dollar |
| ------------------ | --- | ------------------------------------------------------ |
| „Erste Welt“       | OECD-Mitgliedstaaten | > 13.000                                               |
| „Neue Zweite Welt“ | Ostasien: Volksrepublik China, Republik China Ost- und Mitteleuropa: Estland, Lettland, Litauen, Polen, Slowakei, Slowenien, Ungarn Nordamerika: Mexiko Südamerika: Brasilien, Kolumbien | 4466 bis 13845                                         |
| „Dritte Welt“      | Bangladesch, Bolivien, Indien, Indonesien | 1136 bis 4465                                          |
| „Vierte Welt“      | Afghanistan, Burkina Faso, Burundi, Demokratische Republik Kongo, Ruanda, Somalia, Tschad, Zentralafrikanische Republik, Sudan                                                           | ≤ 1135                                                 |

Der weitaus größte Teil aller Staaten weltweit (193) gehört zur zweiten bis vierten Welt (155 oder 80 %), nur 20 % gehören der „Ersten Welt“ an. Der Übergang von der Dritten zur Vierten Welt ist fließend, zumal schon innerhalb der Dritten Welt, die sich noch durch eine leidlich konsolidierte Staatlichkeit auszeichnet, Länder mit Merkmalen der Vierten Welt anzutreffen sind. Je nach wirtschaftlicher Entwicklung kann es hier zu Verschiebungen kommen etwa von der vierten zur dritten Welt oder umgekehrt. Die Dynamik innerhalb der ersten Welt dagegen ist – wegen des enormen Wohlstandsgefälles – sehr gering.
China kann die Globalisierung nutzen, um nicht nur die „Dritte Welt“, sondern auch die gesamte „Erste Welt“ – insbesondere in seiner Region – an sich zu binden. Als Mexiko 1993 Gründungsmitglied der NAFTA wurde, erlangte es für einige Beobachter temporär den Status eines „Erste Welt“-Landes. Die Leistungsbilanzdefizite stiegen, innerpolitische Krisen nahmen zu, und Mexiko fiel 1994 wieder in die „Zweite Welt“ zurück.
Wo überproportionales Wirtschaftswachstum zu verzeichnen ist, gibt es Wachstums- und Zukunftsmärkte, die oft der „zweiten Welt“ zugeschrieben werden, während Stagnation zu Schrumpfmärkten führt, die mit den Industriestaaten assoziiert werden. Dessen ungeachtet ist die „erste Welt“ durch hohes Pro-Kopf-Einkommen und hohe Arbeitsproduktivität gekennzeichnet. Die Einwohner besitzen einen hohen Bildungsstand und sind qualifizierte Arbeitskräfte bei hohem Lohnniveau. Es gibt ein geringes Bevölkerungswachstum sowie geringe Defizite bei Grundbedürfnissen (Bildung, Ernährung, Gesundheit), die Sozialstandards und Umweltstandards sind hoch.

## Kritik
Klassifizierungen wie „westliche Welt“ oder „erste Welt“ sind unscharf und sollen klarstellen, welchen sozioökonomischen Status ein Land hat. Da eine Quantifizierung am ehesten durch volkswirtschaftliche Kennzahlen (wie Bruttoinlandsprodukt oder Pro-Kopf-Einkommen) gelingt, werden andere Kriterien wie Sozialstandards und Umweltstandards vernachlässigt.
Die „vier Welten“ sind jede für sich kein Closed Shop, sondern ein Auf- und Abstieg ist möglich. Einige Staaten der Vierten Welt allerdings sind chancenlos. Länder ohne Rohstoffvorkommen besitzen kaum Export- und Marktpotenzial und gehören meist zu den Agrarstaaten mit Subsistenzwirtschaft. Zur Linderung – nicht aber Überwindung – ihrer Staatskrise erhalten sie finanzielle Fördermittel des Internationalen Währungsfonds und der Weltbank.
Der Sammelbegriff „Entwicklungsländer“ hat eine semantische Differenzierung erfahren. Statt der Dichotomie zwischen Entwicklungs- und Industriestaaten werden differenziertere Begriffe wie Schwellenländer, junge Industrieländer (New Industrializing Countries, NICs) auf der einen Seite und am wenigsten entwickelte Länder (Least Developed Countries, LLDCs) verwendet. Inzwischen sind weitere Begriffe wie „fragile Staaten“ (englisch fragile states) oder „gescheiterte Staaten“ (englisch failed states) hinzugekommen.
Als First World Problem werden Probleme des Alltags in der westlichen Welt bezeichnet, die vergleichsweise unbedeutend, trivial oder nichtig sind (Luxusprobleme) gegenüber den Problemen der Armut und Existenzsicherung in der Zweiten, Dritten und Vierten Welt.

## Sonstiges
Ethnologische Definitionen beziehen sich auf die westliche Kultur. Der britische Schriftsteller Rudyard Kipling schrieb über diesen Kontrast: „Osten ist Osten und Westen ist Westen, und die beiden werden sich niemals treffen.“ (“East is East and West is West and never the twain shall meet.”). Damit deutete er an, dass jemand aus dem Westen die asiatische Kultur nicht verstehen kann, weil die Unterschiede zu groß sind. Tatsächlich sind zum Beispiel „Freiheit“ und die Achtung auch individueller Menschenrechte jedoch keine Ideale, die nur im Westen angestrebt werden.
In Vorder- und Südasien (beide relativ zum westlich gelegenen Europa) ist die Unterscheidung zwischen West- und Osteuropa weniger bedeutend; Länder, die Westeuropäer als Teil von Osteuropa ansehen (zum Beispiel Russland), zählen dort als westlich in dem Sinne, dass sie sowohl europäisch als auch christlich sind.